# Petzet (Gefrees)
Petzet ist ein Gemeindeteil der Stadt Gefrees im Landkreis Bayreuth (Oberfranken, Bayern). Petzet liegt in der Gemarkung Streitau.

## Geografie
Die Einöde liegt auf freier Flur. Im Osten fließt die Ölschnitz vorbei. Ein Anliegerweg führt nach Neubau zur Kreisstraße BT 7 (0,4 km nordwestlich).

## Geschichte
Petzet gehörte zur Realgemeinde Streitau. Gegen Ende des 18. Jahrhunderts bestand Petzet aus zwei Anwesen (1 Söldengut, 1 Tropfhaus). Die Hochgerichtsbarkeit stand dem bayreuthischen Stadtvogteiamt Gefrees zu. Das bayreuthische Verwaltungsamt Streitau war Grundherr der beiden Anwesen.
Von 1797 bis 1810 unterstand Petzet dem Justiz- und Kammeramt Gefrees. Infolge des Ersten Gemeindeedikts wurde Petzet dem 1812 gebildeten Steuerdistrikt Streitau und der zugleich entstandenen Ruralgemeinde Streitau zugewiesen. Im Zuge der Gebietsreform in Bayern wurde Petzet am 1. Mai 1978 nach Gefrees eingemeindet.

### Einwohnerentwicklung
| Jahr      | 001812 | 001819 | 001861 | 001871 | 001885 | 001900 | 001925 | 001950 | 001961 | 001970 | 001987 |
| Einwohner | 9      | *      | 14     | 17     | 18     | 18     | 9      | 9      | 8      | 6      | 8      |
| Häuser    | 2      |        |        |        | 2      | 2      | 2      | 2      | 2      |        | 2      |
| Quelle    | [ 6 ]  | [ 9 ]  | [ 10 ] | [ 11 ] | [ 12 ] | [ 13 ] | [ 14 ] | [ 15 ] | [ 16 ] | [ 17 ] | [ 1 ]  |

## Religion
Petzet ist nach St. Georg (Streitau) gepfarrt und evangelisch-lutherisch geprägt.